# Лебеді материнства
 Лебеді материнства — ліричний вірш Василя Симоненка. За збірку «Лебеді материнства» В. Симоненко отримав Державну премію України імені Т. Г. Шевченка. На музику вірш поклав композитор Андрій Пашкевич.

## Тематика
У вірші зображена любов до дитини й турбота за її долю, любов до Батьківщини. Головна думка твору звучить у словах: «Можна все на світі вибирати, сину, / Вибрати не можна тільки Батьківщину».
Казкою постає образ рідної хати, сповненої «материнської доброї ласки». Вагомий мотив дороги як вибору життєвого шляху дитиною звучить виразно. Материнське благословення, на думку В. Симоненка — це можливість пізнати кохання, дружбу, родинне щастя. Вибір їх залежить від людини. У житті є величини духовні, незмінні. Такими є мати і Батьківщина. Великий гріх зректися їх.

## Композиція
Твір умовно поділяється на дві частини. У першій переважає материнська ласка й турбота про малого сина. Друга містить клопоти, які буде мати доросла людина. Та можна надіятися на підтримку матері і рідної землі.
Вірш написаний хореєм. Звучить як колискова, адже домінує мудре напучування матері синові. Композиційно мотиви змінюються: спочатку звучить мотив казкового дивосвіту, на зміну йому приходить мотив материнської турботи і ніжності, батьківська опіка. Від них залежить безхмарне дитинство, яке неможливо уявити без казки, колискової, загадки. У духовному світі українців вони відіграють важливу виховну роль. «Материнською доброю ласкою», чарівним танцем лебедів і сивими очима казки наповнена рідна хата.

## Художні тропи
Василь Симоненко використав низку художніх засобів
- епітети: «лебеді рожеві», «сивими очима», «добра ласка», «тихі зорі», «рожевим пір'ям», «приспані тривоги», «білява хата», «диво-наречені», «хмільні смеркання». Також * постійні епітети: «мавки чорноброві»
- метафори (приховане порівняння): «танцювали лебеді в хаті на стіні», «прийдуть верби і тополі», «темряву тривожили криками півні», «мріють крилами лебеді»
- порівняння: «лебеді, як мрії»